# Mehrspieler

Mehrspieler-Piktogramm

Der Begriff Mehrspieler (englisch multiplayer) beschreibt im Bereich der Videospiele eine Spielart (im Videospiel-Jargon auch Modus), bei der man mit oder gegen andere Menschen spielt. Sie ist das Gegenstück zur Einzelspieler-Spielweise, bei der ein einzelner Spieler alleine mit bzw. gegen den Computer spielt.

## Allgemeines
Videospiele mit Mehrspieler-Modus sind gewissermaßen die Erweiterung von Gesellschaftsspielen in die digitale Welt. Sie erlauben mehreren Menschen, mittels Computer oder Spielkonsolen zusammen zu spielen. Der Reiz des Zusammenspiels am Computer liegt darin, gemeinsame (soziale) Spielerlebnisse mit anderen, möglicherweise weit entfernten Personen (auch aus anderen Kulturen) zu erleben oder einen direkten Leistungsvergleich mit realen Menschen vornehmen zu können. Damit unterscheidet sich das Spielerlebnis maßgeblich von der des Einzelspieler-Modus, bei der keine soziale Interaktion stattfindet. Teilweise finden Spieler auch nur noch unter menschlichen Mitspielern die erwünschte Herausforderung, die die künstliche Intelligenz (KI) von Computergegnern mit ihren schematischen, leicht vorhersehbaren Handlungsweisen nicht bieten kann.
Die Kommunikation zwischen menschlichen Spielern, die nicht im gleichen (realen) Raum spielen, kann über textuellen Chat, direkte Stimmkommunikation mittels Mikrofon und Kopfhörer (Headset) oder auch Videotelefonie erfolgen.

## Entstehung
Der Mehrspieler-Modus entstand bereits mit einem der ersten Videospiele, Tennis for Two aus dem Jahre 1958, in dem zwei Spieler versuchten, einen Lichtpunkt in das Spielfeldaus des Gegners zu spielen. Auch frühe kommerzielle Arcade-Automaten wie Pong aus dem Jahre 1972 boten ausschließlich einen Mehrspieler-Modus. Der Grund dafür war, dass zum damaligen Zeitpunkt die Programmierung von Computergegnern noch als zu aufwändig galt, und ein Einzelspielermodus noch nicht als lukratives Geschäftsmodell erkannt worden war.
Seit Ende der 1960er-Jahre entstanden an Universitäten und Schulen in den USA hin und wieder komplexere Mehrspielerspiele als Studienprojekte. Die ersten Vertreter waren meist textbasierte Spiele wie Civil War von 1968. Innerhalb des PLATO-Netzwerks gab es 1969 mit einer Zweispieler-Version von Spacewar! das erste bekannte Online-Spiel. Innerhalb PLATOs entwickelten sich rasch weitere Genres von Online-Spielen, insbesondere die Multi User Dungeons für eine größere Anzahl von Mitspielern.
Ab Anfang der 1970er Jahre kamen mit Arcade-Automaten und Telespielen, wie z. B. dem Magnavox Odyssey, den Pong-Konsolen oder dem Philips G7000, die ersten kommerziellen Videospiele auf den freien Markt. Diese waren zunächst ebenfalls hauptsächlich für Spiele mit zwei Mitspielern konzipiert. Für das Atari VCS gab es 1977 mit Video Olympics sogar schon ein Spiel für vier Mitspieler. Ab Ende der 1970er Jahre setzten sich zunehmend Spiele durch, die (nur noch) einen Einzelspieler-Modus anboten. Einige Spiele und insbesondere Arcade-Automaten boten zwar nominell noch den Mehrspieler-Modus, dieser bestand aber ausschließlich darin, dass sich die Spieler abwechselten und hintereinander einzeln gegen den Computer spielten.
Zu Beginn der 1980er erschienen einige komplexere aber wenig erfolgreiche Umsetzungen von Konfliktsimulationsspielen als Mehrspieler-Computerspiele, aber erst die Wirtschaftssimulation M.U.L.E. verhalf komplexeren Mehrspieler-Videospielen zur kommerziellen Beachtung. Das Spiel erlaubte bis zu vier Spielern, eine Wirtschaft aufzubauen und in Echtzeit miteinander zu handeln. 1985 bot Compuserve mit Island of Kesmai das erste kommerzielle serverbasierte Online-Spiel an. Zeitgleich wurden zunehmend Spiele veröffentlicht, die zu zweit Peer-to-Peer über Modem oder Nullmodem-Kabel gespielt werden konnten, wie beispielsweise die bekannte Spielserie Falcon. 1987 erschien mit MIDI Maze das erste Spiel, bei dem bis zu 16 Spieler in einem lokalen Netzwerk an individuellen Rechnern in derselben virtuellen Spielwelt spielten. Damit konnten erstmals LAN-Partys realisiert werden.
Seitdem hat sich eine Vielfalt von mehrspielerspezifischen Spielmodi mit eigenen Regeln entwickelt. Die meisten findet man in Spielen der Genres Ego-Shooter und Echtzeit-Strategiespiele. Es gibt aber auch für zahlreiche weitere Genres speziell entwickelte Mehrspielermodi. Eine Besonderheit bilden die Massively Multiplayer Online Game (MMOG), da sie ausschließlich im Mehrspielerbetrieb existieren.

## Technik
Ein Mehrspieler-Modus setzt voraus, dass mehrere Spieler (gleichzeitig oder zeitversetzt) Interaktionen mit dem Videospiel ausführen können. Hierzu gibt es verschiedene Techniken.
- Netzwerkspiel: Die heute verbreitetste Technik ist der Zusammenschluss von mehreren separaten Computern bzw. Spielkonsolen über ein Rechnernetz (entweder Internet oder LAN). Jeder Spieler spielt hierbei an seinem eigenen Bildschirm. Diese Technik liegt insbesondere den Onlinespielen zugrunde.
- Selber Bildschirm: Mit einer auf etwa vier Spieler begrenzten Anzahl ist das Spielen am selben Bildschirm möglich, entweder per Splitscreen oder auf einem gemeinsamen Spielfeldausschnitt. Diese Technik wird häufig auch als lokaler Mehrspielermodus oder Couch Multiplayer bezeichnet.[8]
- Asynchrones Spiel: Bei unabhängig gespielten Spielzügen kann mittels Hotseat, via E-Mail oder früher auch durch den (postalischen) Austausch von Spielständen auf Disketten oder über Bulletin Boards gespielt werden. Die Spieler können dabei ihre Spielzüge zu unabhängigen Zeiten entweder am selben Spielgerät ausführen oder sich die Spielzüge zusenden.

Als eine indirektere Art des Zusammenspiels kann der Leistungsvergleich über High Scores angesehen werden.
Je nach benutzter Technik besteht bei Spielen mit mehreren, räumlich voneinander entfernt spielenden Teilnehmern immer das Risiko, dass andere Mitspieler unbemerkt technische Schwachstellen ausnutzen und sich so über die Regeln des Spiels hinwegsetzen, um einen spielerischen Vorteil zu erlangen (siehe Cheaten).

## Kategorien von Mehrspieler-Spielen
Die Mehrspielerfähigkeit eines Videospiels kann grob in eine der folgenden Kategorien eingeordnet werden. Die Kategorien sind dabei nicht vollständig trennscharf, bieten aber einen guten Anhaltspunkt für das zu erwartende Spielerlebnis:

### Zwei-Spieler-Spiele
Diese Kategorie wird manchmal auch als Duell bezeichnet und beschreibt Spiele, in denen ausschließlich zwei Spieler mit- oder gegeneinander spielen. Spiele dieser Kategorie führen typischerweise zu intensiver sozialer Interaktion zwischen Menschen und erlauben ein genaues Kennenlernen des (spielerischen) Charakters des Mitspielers. Diese Spiele bieten als Wettkampf gespielt auch den fairsten Vergleich der Spielleistung, da (pseudo-)zufällige Einflüsse durch weitere Mitspieler ausgeschlossen sind. Die meisten Videospiele der ersten Generation (bis etwa Ende der 1970er Jahre) fallen in diese Kategorie. Im Bereich der Strategiespiele ist diese Spielweise auch heute noch verbreitet. Sie entspricht der des Schachspiels bei den Brettspielen.

### Mehrspieler-Spiele für kleinere Gruppen
Als klassische Mehrspieler-Spiele gelten Spiele, die mit mehr als zwei Spielern, aber noch in überschaubaren Gruppen gespielt werden. Sie werden von den Massively Multiplayer Online Games dadurch abgegrenzt, dass sie in einer nicht-persistenten Spielewelt und mit einer Spielerzahl gespielt werden, bei der sich (zumindest theoretisch) noch alle Mitspieler persönlich kennen, beziehungsweise in einer privaten Räumlichkeit zusammensitzen können. Dies ist typischerweise bei lokalen Mehrspieler-Spielen oder LAN-Spielen der Fall. Sie werden in Freundeskreisen, auf LAN-Partys oder in kleineren Gruppen im Internet gespielt. Hierbei steht das Gruppenerlebnis im Vordergrund. Oftmals werden Teams gebildet, die eine hohe Abstimmung und Kooperation unter den Team-Mitgliedern erfordern, und damit eine soziale Interaktion in der Gruppe bewirken.

### Massively Multiplayer Online Games (MMOG)
In die Kategorie der Massen-Mehrspieler-Online-Gemeinschaftsspiele fallen Spiele, die ausschließlich online gespielt werden und bei denen eine große Anzahl von Mitspielern gleichzeitig mitspielen kann. Spiele dieser Kategorie finden meistens in persistenten Welten statt, die das jederzeitige Kommen und Gehen von Mitspielern ermöglichen. Durch diese Merkmale wird ein hoher Anonymisierungsgrad erreicht, der reale soziale Interaktion hemmt, dafür aber rollenspielerische Kommunikation begünstigt und Mitspieler dazu bewegen kann, auch extreme Rollen (z. B. Bösewicht, Außenseiter) anzunehmen, die in einer realen Mitspielerrunde eventuell zu sozialen Sanktionen führen könnten.

## Mehrspieler-Modi
Es gibt mittlerweile sehr viele Spielmodi, die für Mehrspieler-Spiele entwickelt wurden. Diese können sich je nach Genre des Spiels stark unterscheiden. In Actionspielen etwa konzentriert sich das Mehrspielerkonzept häufig auf die kompetitiven, sportlich-spielerischen Elemente. Typische Einzelspieleraspekte, wie eine Geschichte oder die Atmosphäre, werden dann oft vernachlässigt. In einigen Spielen gibt es auch kooperative Modi, in denen eine Handlung ähnlich wie im Einzelspielermodus gemeinsam erlebt wird. In Strategiespielen und Aufbauspielen ist der Regelfall, dass sich die Spiele im Mehrspielermodus kaum von ihren Einzelspielermodi unterscheiden: Die Computergegner folgen üblicherweise den gleichen Regeln wie menschliche Spieler; ein spezielles Mehrspielerkonzept ist dabei die Ausnahme.
Verbreitete Mehrspielermodi sind (exemplarisch):
- Capture the Flag: Es gibt zwei Mannschaften, die jeweils über eine Fahne verfügen. Zum Punkten muss die gegnerische Fahne entwendet und zur eigenen Basis gebracht werden.
- (Team-)Deathmatch: Jeder Spieler kämpft direkt gegen andere Spieler. Durch Abschüsse gegnerischer Mitspieler erhält man Punkte.
- Koop-Modus: Mehrere Spieler können gemeinsam ähnlich einer Einzelspielerkampagne die Geschichte des Spiels durchspielen.
- Conquest: Die Teams versuchen bestimmte Orte oder Gebiete einzunehmen und erhalten dafür Punkte.

## Soziale Auswirkungen und Kritik
Videospiele stehen mitunter in der Kritik, zu Vereinsamung und sozialer Isolation zu führen. Dieser Aussage könnte vordergründig durch das Vorhandensein und den Erfolg von Mehrspielerspielen begegnet werden. Der aktuelle Forschungsstand zeigt jedoch ein sehr differenziertes Bild: Tatsächlich können klassische Mehrspielerspiele, die zu einem persönlichen Zusammentreffen der Mitspieler führen, einer Vereinsamung entgegenwirken und vielfach sogar die soziale Kompetenz durch das spielerische Wechseln verschiedener Rollen in der Gegenwart anderer Mitspieler erhöhen. Bei anonym im Netz gespielten Mehrspielerspielen, insbesondere den Massively Multiplayer Online Games, ist der Sozialkontakt jedoch prinzipiell nicht oder nur sehr viel weniger vorhanden. Hier hängt es sehr von der individuellen charakterlichen Ausprägung und mehreren Faktoren aus der realen Umwelt des Spielers ab, ob sich ein Mensch durch erhöhten Konsum eines Videospiels sozial isoliert. Insgesamt werden (klassischen) Mehrspielerspielen (ohne MMOGs) derzeit etwas mehr positive psychologische Auswirkungen zugeschrieben als Einzelspielerspielen.